# Pilar Nieto de Alderete
Pilar Nieto de Alderete (Chaco, 1923 - Buenos Aires, 5 de abril de 2008) fue una odontóloga dedicada desde la salud pública a la gestión, investigación y docencia sobre Chagas.

## Trayectoria
Nacida en la provincia de Chaco, vivió muchos años en la Ciudad de Buenos Aires y merced a sus actividades profesionales se instaló en la provincia de Santiago del Estero. En 1960 lideró desde el CONICET el Primer Programa Nacional de Lucha contra la enfermedad de Chagas. A comienzos de esa década trabajó junto a Juan F. R. Bejarano en la Dirección de Enfermedades Transmisibles de Argentina. En la década de 1970 y desde la Secretaría de Estado de Ciencia y Técnica, presidió el Comité Internacional de Chagas. En 1978 fue nombrada directora del Programa Nacional de Enfermedades Endémicas e incorporó a su trabajo a los principales grupos de investigación sobre la enfermedad de Chagas de Argentina.
En el plano educativo, entre otras actividades, desde 2003 estuvo al frente del postgrado a distancia sobre "Enfermedades Tropicales, Regionales y Emergentes" en la Provincia de Salta. Este se dictó en la Escuela de Posgrado en Ciencia de la Salud de la Universidad Católica de Salta, del cual fue Miembro del Comité Científico.

## Perspectiva
La Dra. Nieto entendía que era posible motivar la acción política desde la promoción de la investigación científica, el avance tecnológico y el contacto directo con el territorio. Coherente con estas ideas, dedicó su vida a vincular académicos, instituciones y Estados con la problemática en torno al Chagas. De este modo, estableció relaciones de cooperación en Argentina y en países vecinos afectados por el Chagas involucrando a entomólogos, bioquímicos, cardiólogos, hematólogos, pediatras, clínicos, sociólogos, educadores y directores de programas.

## Aportes al estudio de la enfermedad de Chagas
En la década de 1980 fue directora del Programa de Salud Humana a través de un convenio entre el Banco Interamericano de Desarrollo y la Universidad del Salvador. Este proyecto de servicio y extensión del conocimiento en tripanosomiasis fue ideado y planificado por la Dra. Nieto. Su aprobación y ejecución fue fundamental para reunir profesionales de Argentina, Brasil y Uruguay. El modelo de trabajo se componía de un grupo transdisciplinario de investigadores y profesionales dedicados a las temáticas del vector y su control, bancos de sangre, diagnóstico (serológico y parasitológico), tratamiento de enfermedades crónicas y agudas y educación en salud, todo ello enfocado en la enfermedad de Chagas. En el marco de este convenio, se dictaron seminarios regionales (en distintos lugares de Latinoamérica), se produjeron publicaciones informativas, asesoría directa a servicios nacionales y provinciales y se otorgaron becas de entrenamiento y capacitación a agentes profesionales vinculados al tratamiento y prevención de Chagas. Estas capacitaciones eran cursos intensivos con evaluación final a médicos, pediatras, bioquímicos y técnicos y culminaban con la provisión a sus hospitales de microscopios de inmunofluorescencia, electrocardiógrafos y los insumos necesarios. Por ejemplo, en 1983, como Directora del Programa de Salud Humana de la Universidad del Salvador de Buenos Aires, en el marco del Seminario Internacional sobre la Enfermedad de Chagas en el que participaron los Ministros de Salud de la Argentina, Brasil y Bolivia, la Dra. Nieto de Alderete gestionó la donación y equipamiento de un Laboratorio de Serología para la Universidad de San Francisco Xavier de Chuquisaca, donde se desarrolló dicho seminario.

## Reconocimiento
El grupo ¿De qué hablamos cuando hablamos de Chagas?, reconoce la trayectoria y aporte de la Dra. Nieto a la causa en el libro "Hablamos de Chagas: aportes para re-pensar la problemática con una mirada integral", editado por CONICET en 2015. Dedican el libro a su memoria en conjunto con sus dos colegas Elvira Rissech y Silvana Lucy Vallvé:

Tres mujeres dedicadas a la búsqueda de caminos
innovadores para hacer frente a la problemática del Chagas.
Tres miradas comprometidas, humildes y apasionadas,
que esperamos tengan su reflejo en estas páginas…